# Macdonald Carey
Macdonald Carey (15 de marzo de 1913 - 21 de marzo de 1994) fue un actor estadounidense, conocido principalmente por interpretar durante casi tres décadas al Dr. Tom Horton en el serial televisivo de la NBC Days of our Lives. 

## Inicios
Su verdadero nombre era Edward Macdonald Carey, y nació en Sioux City, Iowa. Carey estudió en la Universidad de Iowa y en la Universidad de Wisconsin–Madison, graduándose en 1935. 
Inició su carrera como actor protagonizando películas de serie B en las décadas de 1940, 1950 y 1960. En muchos círculos hollywoodienses era conocido como "Rey de las B", compartiendo el trono con su "reina", Lucille Ball.

## Tras la Segunda Guerra Mundial
Un actor radiofónico y teatral de éxito, entre cuyos créditos se incluyen el show de Broadway Lady in the Dark y el film de 1942 Wake Island, Carey se unió al Cuerpo de Marines de los Estados Unidos en 1943, permaneciendo cuatro años en el mismo. En 1943 actuó en la película de Alfred Hitchcock La sombra de una duda, rodada en Santa Rosa (California). Volvió a Paramount en 1947 para rodar Suddenly, It's Spring, siguiendo en la productora a lo largo de la década de 1950. Hacia esa época hacía más papeles de carácter, y actuó en el género western durante un tiempo, rodando títulos como The Great Missouri Raid (1951), Outlaw Territory (1953) y Man or Gun (1958). 
Carey interpretó al patriota Patrick Henry en John Paul Jones (1959). También participó en Blue Denim (1959), The Damned (1963), Tammy and the Doctor (1963), y End of the World (1977). Asimismo, Carey fue el Hermano Ben en el episodio "The Incident of the Golden Calf", de la serie televisiva Rawhide. También fue artista invitado de la sitcom The Bing Crosby Show, en la ABC.
En 1956 Carey tomó el papel del Dr. Christian, un personaje creado a finales de la década de 1930 por el actor de origen danés Jean Hersholt, que lo había interpretado en la radio y el cine. Carey fue el Dr. Christian en la televisión durante una temporada. Otro de sus papeles fue el de Herb Maris en la serie de los años cincuenta Lock-Up, aunque Carey no apareció en la totalidad de los 78 episodios de la misma.

## Days of our Lives
Durante el resto de su carrera, interpretó a Tom Horton en la serie Days of our Lives, desde 1965 hasta su fallecimiento. Durante ese tiempo, Carey sufrió alcoholismo, y finalmente entró en Alcohólicos Anónimos en 1982. También fue fumador, apareciendo en los primeros capítulos de Days of our Lives fumando en pipa. En septiembre de 1991 tuvo que abandonar el hábito, pues fue intervenido de un cáncer de pulmón. A pesar de ello, volvió al show en noviembre de ese año.
Hoy en día es reconocido como la voz que recita el epígrafe en el inicio del programa: "Like sands through the hourglass, so are the Days of our Lives". Dada la importancia que su personaje tuvo en el programa, se decidió mantener, en su memoria, dicho epígrafe. 
Además de su trabajo como intérprete, Macdonald Carey escribió varios libros de poesía, y una autobiografía en 1991, "The Days of My Life". Por su contribución a la televisión, Carey tiene una estrella en el Paseo de la Fama de Hollywood, en el 6536 de Hollywood Boulevard.

## Vida personal
Carey se casó en 1943 con Elizabeth Hecksher, divorciándose la pareja en 1969. Tuvieron seis hijos. Posteriormente, en 1973, se unió sentimentalmente a Lois Kraines, con la que permaneció unido hasta el fallecimiento del actor, hecho producido en 1994 en Beverly Hills, California, a causa del cáncer de pulmón que padecía. Fue enterrado en el Cementerio de Holy Cross de Culver City, California.

## Galardones
- Premios Daytime Emmy
  - (1974) Premio Daytime Emmy por Days of our Lives.
  - (1975) Premio Daytime Emmy por Days of our Lives.

- Premios Soap Opera Digest
  - (1984) Premio Soap Opera Digest por Days of our Lives.
  - (1985) Premio Soap Opera Digest por Days of our Lives.